# Чухай
Чухай (яп. チューハイ or 酎ハイ), скорочення від «шьочю хайбол» (焼酎ハイボール) — алкогольний напій, що походить з Японії.

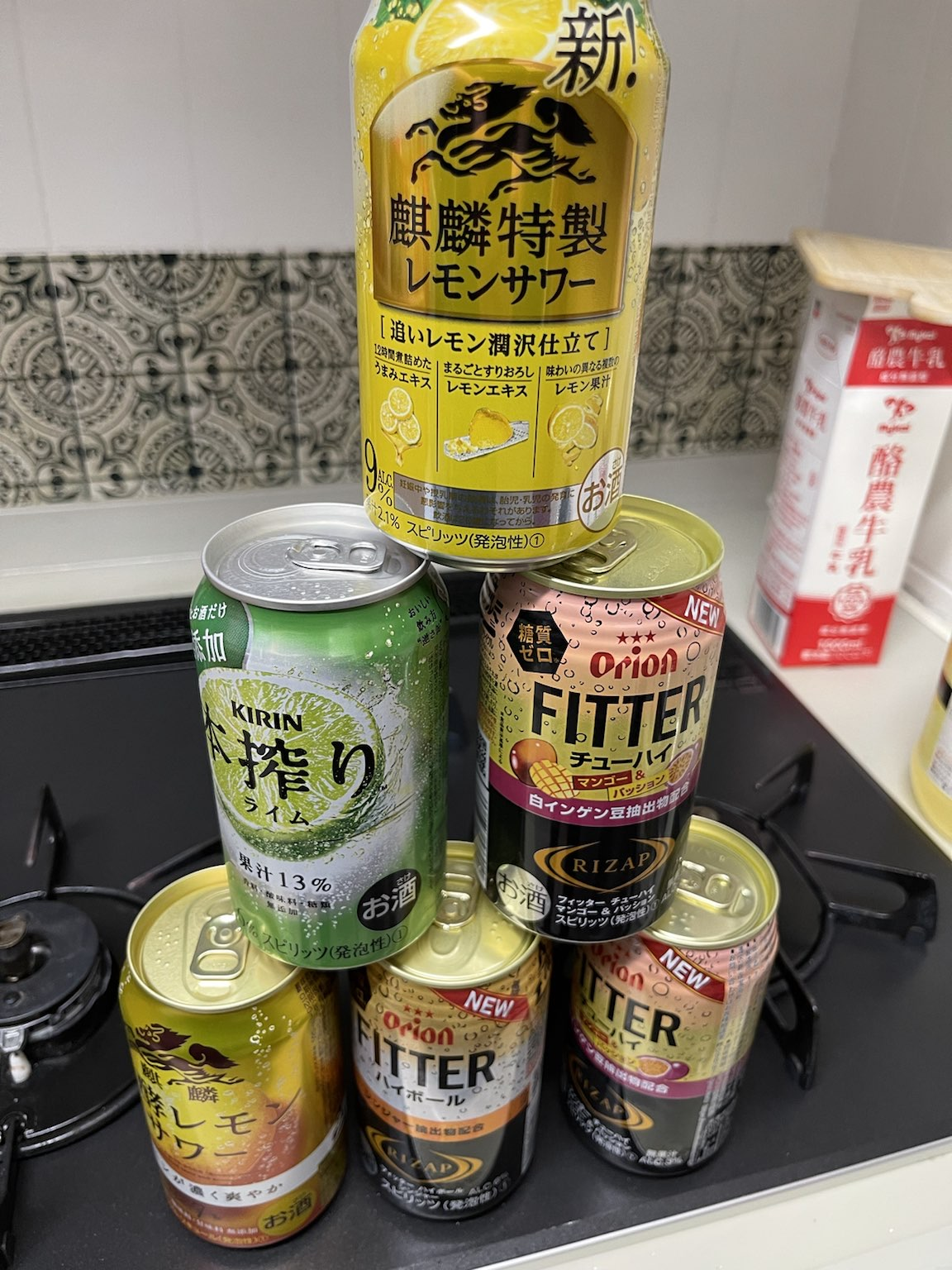
Різні японські консервовані напої чухай

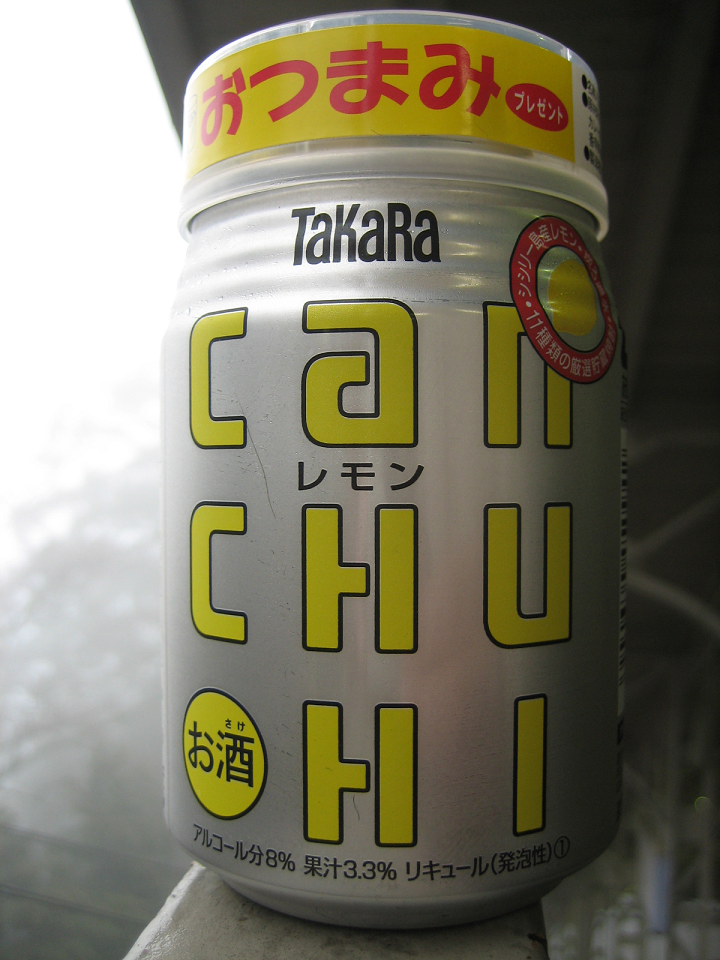
Банка «Чу-хі» зі смаком лимона з безкоштовним арахісом, прикріпленим догори

Традиційний чухай готується з шьочю та газованої води зі смаком лимона, але деякі сучасні комерційні варіанти використовують горілку замість шьочю, а компанії-виробники напоїв урізноманітнили смаки, зокрема лайм, грейпфрут, яблуко, апельсин, ананас, виноград, виноград кіохо, ківі, уме, юзу, лічі, персик, полуничний крем і крем-сода.
Вміст алкоголю в чухаї, що продається в барах і ресторанах, може бути досить низьким, що дозволяє людям з низькою толерантністю до алкоголю пити його безпечно. Консервований чухай, однак, може мати вищий вміст алкоголю і часто продається в цілодобових магазинах і торгових автоматах. Хоча кількість варіюється (зазвичай від 3 %), консервований чухай містить менше 10 % алкоголю в Японії, оскільки все, що вище, тягне за собою вищу податкову ставку. Чухай подають у високих келихах або кружках як індивідуальні напої, що робить його менш соціальним, ніж інші традиційні японські барні напої, такі як саке, пиво або віскі, які можна пити порційно, наливаючи з великої пляшки. Свіжий чухай nama chūhai (яп. 生酎ハイ) також іноді подається зі свіжовичавленим соком; в деяких випадках гості самі вичавлюють сік. Через високий вміст цукру кількість калорій у кожній пляшці може бути досить високою порівняно з іншими алкогольними напоями.
У березні 2018 року Coca-Cola оголосила про початок продажу продукту чухай у Японії під назвою Lemon-dou.